# Nocomis platyrhynchus
Nocomis platyrhynchus és una espècie de peix de la família dels ciprínids i de l'ordre dels cipriniformes. Va ser descrit per Ernest A. Lachner i Robert E. Jenkins el 1971. El nom específic, platyrhynchus, i el nom anglès bigmouth chub («cadell de boca grossa») es refereixen a la gran amplada de la boca.
Els adults poden atènyer fins a 21,4 cm de longitud total. Es troba a Nord-amèrica.